# Thelairosoma quadriguttatum
Thelairosoma quadriguttatum là một loài ruồi trong họ Tachinidae.